# East Wenatchee (Washington)
East Wenatchee je grad u američkoj saveznoj državi Washington. Prema popisu stanovništva iz 2010. u njemu je živjelo 13.190 stanovnika.